# Ontvankelijkheid
De beoordeling van de ontvankelijkheid, ook wel toelaatbaarheid, houdt in dat een rechter of bestuur nagaat of een verzoeker recht heeft op een uitspraak over de grond van de zaak. Het verzoek kan gaan om een klacht, een bezwaarschrift, een vordering in rechte, een rechtsmiddel, enz. Wanneer een verzoek niet ontvankelijk is, wordt het afgewezen en zal de gegrondheid ervan niet worden onderzocht. Over ontvankelijkheid bestaan regels in het burgerlijk procesrecht, het strafprocesrecht en het bestuursrecht. Als procesrechtelijke sanctie is niet-ontvankelijkheid te onderscheiden van andere procedurele excepties die een uitspraak ten gronde kunnen beletten, namelijk onbevoegdheid en nietigheid van proceshandelingen.

## België

### Ontvankelijkheid in het burgerlijk procesrecht
Het Gerechtelijk Wetboek kent geen systematische ontvankelijkheidsleer. Het put een aantal middelen van onontvankelijkheid (fins de non-recevoir) uit persoonlijke kenmerken van de titularis van een rechtsvordering. Deze moet beschikken over de vereiste hoedanigheid (art. 17), het vereiste belang (art. 18) en de nodige rechts- en handelingsbekwaamheid. Temporele gronden van onontvankelijkheid zijn de bevrijdende verjaring (art. 2223 B.W.) en de overschrijding van vervaltermijnen. Materieel zijn er een reeks middelen van onontvankelijkheid die verband houden met het vrijwillig verlies van rechtsvordering: afstand en de excepties van gewijsde (art. 25 en 27), dading en arbitrage. Een rechter mag de onontvankelijkheid niet ambtshalve opwerpen, behalve wanneer de niet-vervulde bestaans- of geldigheidsvoorwaarde van de rechtsvordering de openbare orde raakt. Voor de excepties van gewijsde en van verjaring sluit de wet een inroeping ambthalve uit.

### Ontvankelijkheid in het strafprocesrecht
In het strafrecht bestaan er zowel voor de strafvordering als voor de burgerlijke partijstelling gronden voor niet-ontvankelijkheid. Er wordt gezegd dat de strafvordering onontvankelijk is wanneer ze nooit heeft bestaan of wanneer ze vervallen is (bv. door verjaring of minnelijke schikking). De feiten zijn dan niet meer vervolgbaar. Sommige gronden van onontvankelijkheid, zoals politionele provocatie, zijn wettelijk vastgelegd. Andere volgen eerder uit de rechtspraak, zoals de niet-ontvankelijkheid wegens onrechtmatige bewijsgaring. Waar normaal het onregelmatig verkregen bewijs wordt geweerd (art. 32 V.T.Sv.), zal dit niet volstaan wanneer de schending dermate ernstig is dat zelfs na bewijsuitsluiting geen eerlijk proces meer kan plaatsvinden. Zo is in de KB Lux-zaak tot onontvankelijkheid besloten wegens extreem deloyale bewijsgaring (art. 56  Sv.). Een andere grond die slechts uitzonderlijk tot onontvankelijkheid kan leiden, is overschrijding van de redelijke termijn. Een dergelijke overschrijding moet ten gronde door het vonnisgerecht worden beoordeeld, tenzij wanneer de abnormaal lange duur van de rechtspleging belet dat het recht van verdediging ten volle kan worden uitgeoefend omdat bewijsmateriaal à charge of à décharge door het tijdsverloop werd gewijzigd of is teloorgegaan.
De ontvankelijkheid wordt normaal beoordeeld door de onderzoeksgerechten. Middelen van onontvankelijkheid die daar zijn onderzocht, kunnen niet meer voor de vonnisrechter worden aangevoerd, tenzij wanneer ze zijn ontstaan na de debatten voor de kamer van inbeschuldigingstelling, bv. een sindsdien ingetreden verjaring (art. 235bis, § 5 Sv.). Wanneer een verzet of hoger beroep ontvankelijk wordt verklaard, vervalt het aangevochten vonnis, alsook in voorkomend geval de titel van vrijheidsberoving die erop berust. Gebrek aan belang kan een grond zijn om een verzet of hoger beroep onontvankelijk te verklaren. Zo heeft een burgerlijke partij geen belang bij een beroep tegen een correctionaliserende verwijzingsbeschikking, en kan een betichte geen beroep instellen tegen een vrijspraak.

### Ontvankelijkheid in het bestuursrecht
In het administratief recht is er geen systematische regeling over de ontvankelijkheid. Een niet-georganiseerd beroep tegen een bestuurshandeling kent nauwelijks ontvankelijkheidsvoorwaarden. Zowel op het gebied van belang als van termijn zijn er geen beperkingen, voor zover men er rekening mee houdt dat het bestuur dient te oordelen binnen het kader van de intrekkingsleer. Voor een georganiseerd beroep zijn de ontvankelijkheidsvoorwaarden specifiek aan de betreffende materie. De Raad van State heeft een overvloedige en gevarieerde jurisprudentie ontwikkeld over ontvankelijkheid, op basis waarvan veel rechtszaken worden geweerd. Voor de annulatieberoepen op grond van machtsoverschrijding kunnen drie groepen van ontvankelijkheidsvoorwaarden worden onderscheiden: 
1. Vereisten betreffende de persoon van de verzoeker:
  - Kwaliteit en belang worden samen beoordeeld. De verzoeker moet doen blijken van een persoonlijk, rechtstreeks, griefhoudend en geoorloofd belang.
  - Rechtspersoonlijkheid is in principe een vereiste, maar feitelijke verenigingen kunnen optreden wanneer ze wettelijke erkenning genieten en betrokken zijn bij de openbare dienst.
2. Vereisten betreffende de bestreden bestuurshandeling:
  - Het annulatieberoep moet gericht zijn tegen een besluit van een Belgische administratieve overheid.
  - Het moet gaan om een eenzijdig en uitvoerbaar besluit.
  - De georganiseerde beroepsmogelijkheden tegen de beslissing moeten zijn uitgeput.
3. Vereisten betreffende de wijze waarop het annulatieberoep wordt ingesteld:
  - De procedurele voorschriften voor het instellen van beroep moeten worden nageleefd.[5]
  - Het annulatieberoep moet worden ingesteld binnen de zestig dagen na de bekendmaking, betekening of kennisname van de bestreden bestuurshandeling (behoudens heropening).

## Nederland
Een zienswijze of bezwaarschrift moet binnen de wettelijke termijn worden ingezonden. Een aanvraag, bijvoorbeeld een bouwaanvraag, moet volledig zijn, inclusief kaarten. Een bezwaar moet gericht zijn tegen een besluit en moet dus niet verward worden met een klacht, bijvoorbeeld over bejegening, verkeerde of te late informatie die de instantie verstrekt heeft, e.d. In de rechtspraak kan een bepaalde zaak niet ontvankelijk worden verklaard wanneer deze niet vatbaar is voor berechting.
Alleen bij ontvankelijkheid zal de overheid het schrijven inhoudelijk beoordelen. Bij niet-ontvankelijkheid krijgt men slechts die constatering als reactie. In de rechtspraak wordt een niet-ontvankelijke zaak niet berecht.

## Voetnoten
1. ↑  Cass. 7 januari 2015, P.13.1834.F; Cass. 14 april 2015, P.14.1146
2. ↑  Raf Verstraeten, Handboek strafvordering, 2006, p. 1087 en 1107
3. ↑  Ann Lawrence Durviaux i.s.m. Damien Fisse, Droit administratif, vol. 1, L'Action publique, 2011, p. 434
4. ↑  Jo Baert en Geert Debersaques, Raad van State, Afdeling Administratie, vol. 2, Ontvankelijkheid, 1996. ISBN 9062008801
5. ↑  Artikel 1, 2 en 84 van het Besluit van de Regent van 23 augustus 1948 tot regeling van de rechtspleging voor de afdeling bestuursrechtspraak van de Raad van State